# Lecanora bicinctoidea
Lecanora bicinctoidea är en lavart som beskrevs av Blaha & Grube. Lecanora bicinctoidea ingår i släktet Lecanora och familjen Lecanoraceae.   Inga underarter finns listade i Catalogue of Life.